# Тростянець (Польща)
Тростянець (пол. Trzcianiec) — бойківське село Бещадського повіту Підкарпатського воєводства Республіки Польща.

## Історія
Відоме з XVIII ст. Під час Першої Світової війни багато жителів села були вбиті угорськими гонведами, за вигаданими звинуваченнями про співпрацю з росіянами. Гору де був здійснений цей злочин назвали Шибинецею.
У міжвоєнний період входило до ґміни Войткова Добромильського повіту Львівського воєводства. 
У 1939 році в селі проживало 1890 мешканців, з них 1670 українців-грекокатоликів, 50 українців-римокатоликів, 20 поляків, 100 польських колоністів міжвоєнного періоду, 50 євреїв
З 1939 до кінця червня 1941 село відносилось до Дрогобицької області України.
26 червня 1941 року в околицях села точились радянсько-словацькі бої.
В кінці липня 1944 року село було зайняте Червоною Армією.
13 серпня розпочато насильну мобілізацію українського населення Дрогобицької області до Червоної Армії (облвоєнком — підполковник Карличев). В березні 1945 року, в рамках підготовки до підписання Радянсько-польського договору про державний кордон зі складу Дрогобицької області правобережжя Сяну включно з селом було передане до складу Польщі.
Розпочалося виселення українців з рідної землі. Українці чинили опір участю в підпіллі та УПА. Українське населення села, якому вдалося уникнути депортації до СРСР, попало в 1947 році під етнічну чистку під час проведення Операції «Вісла» і було виселено на ті території у західній та північній частині польської держави, що до 1945 належали Німеччині.

## Церква Різдва Пресвятої Богородиці
В селі була стара греко-католицька церква Різдва Пресвятої Богородиці, побудована в 1822 році. Церква була парафіяльною в Бірчанському деканаті Перемиської єпархії. 
Після другої світової війни (після виселення українців) церкву зруйновано.